# Acrocercops strigosa
Acrocercops strigosa är en fjärilsart som beskrevs av Braun 1914. Acrocercops strigosa ingår i släktet Acrocercops och familjen styltmalar. Inga underarter finns listade i Catalogue of Life.